# Приятели (албум на Тоника СВ)
„Приятели“ е дебютният албум на вокална група „Тоника СВ“. Записан е през 1981 г. в Българското радио и в студиото на Балкантон с ФСБ и оркестъра на Ансамбъла на Строителни войски и издаден пред 1982 година. Издаден е от Балкантон на плоча и касета.

## Списък на песните
1. Приятели
2. Като сън
3. Аз и моето момиче
4. Конче мое
5. Кръстопът
6. Един неразделен клас
7. Смях, смях
8. И още нещо
9. Момчето от шлепа
10. Лунен танц
11. След градската музика